# Petrognatha gigas
Petrognatha gigas là một loài bọ cánh cứng thuộc chi đơn loài Petrognatha, tông Petrognathini, phân họ Lamiinae trong họ Cerambycidae.

## Mô tả
Loài này thường được tìm thấy ở Trung Phi. Ấu trùng đục lỗ chui vào gỗ cây keo đã bị ngã đổ và những con trưởng thành có màu rất giống vỏ cây. Râu và chân giống như cành cây khi chúng được dang rộng về phía trước.

## Hình ảnh

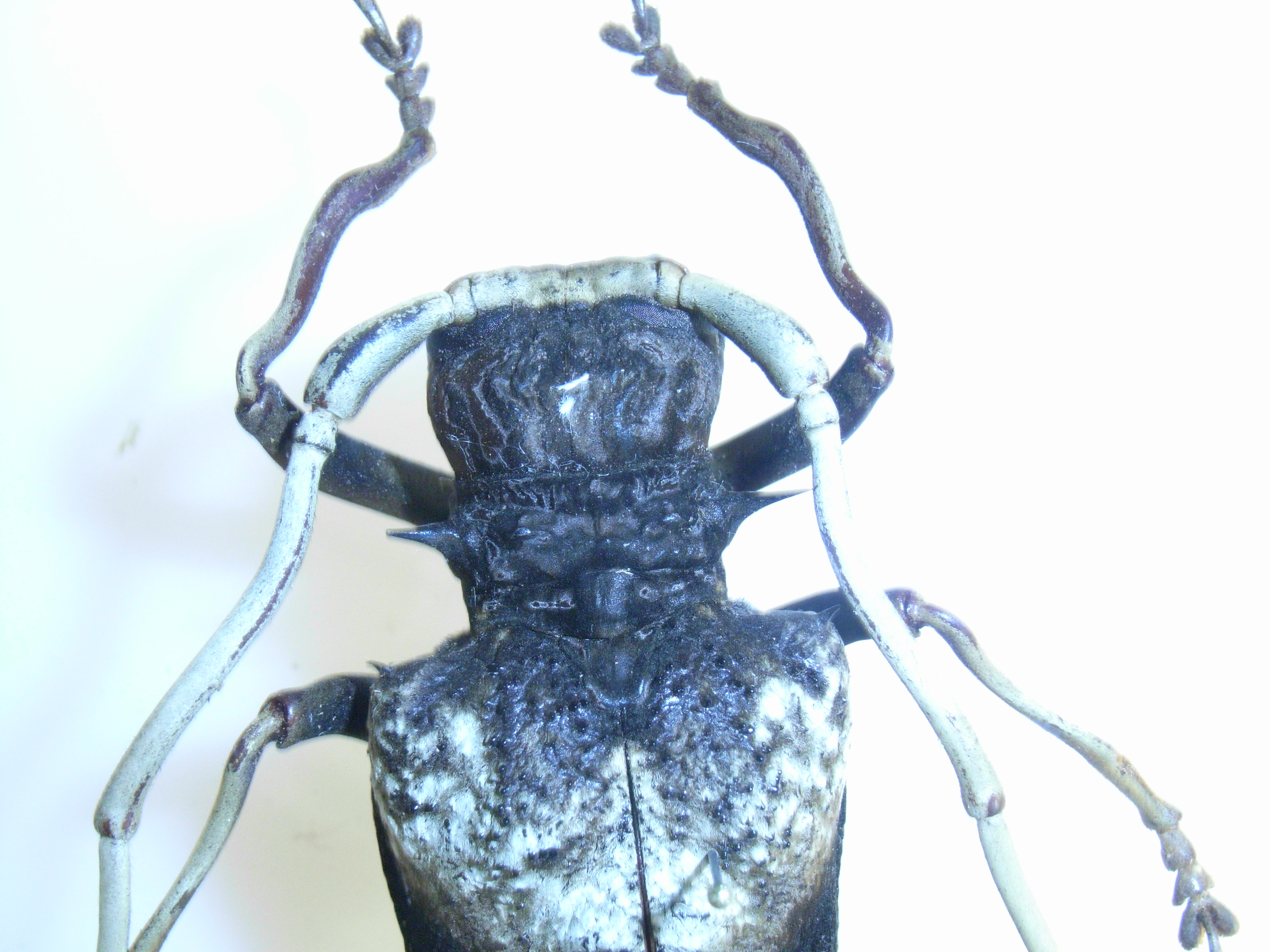
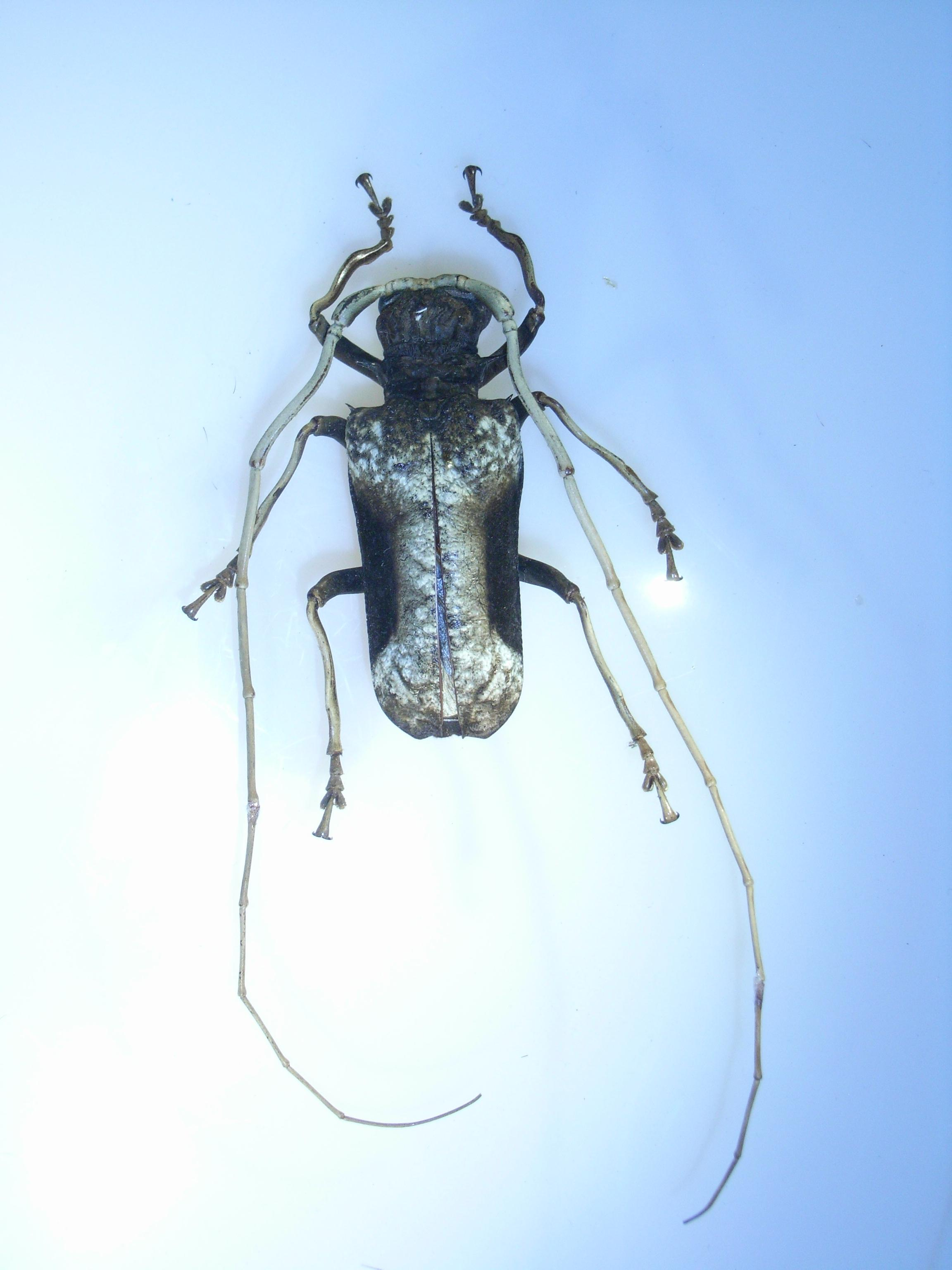
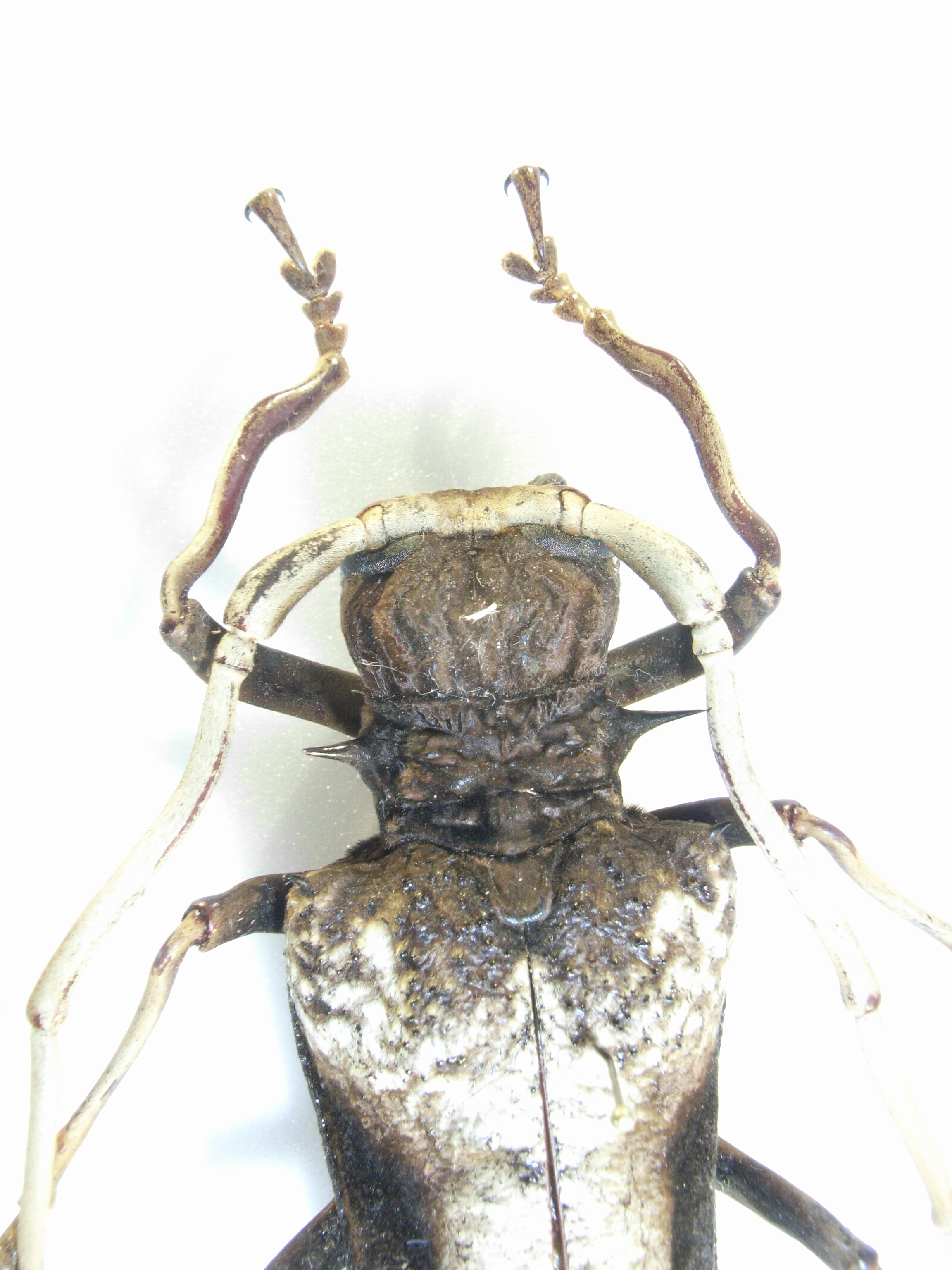